# Rue de la Fraternité (Bruxelles)
Pour les articles homonymes, voir Rue de la Fraternité.
La rue de la Fraternité (en néerlandais : Broederschapsstraat) est une rue bruxelloise de la commune de Schaerbeek qui va de la rue de Brabant (en face de l'église Saints-Jean-et-Nicolas) à la rue Verte au niveau de l'entrée du parc Reine-Verte.

## Histoire et description
La rue s'appelait précédemment rue des Frères (Broedersstraat).
La numérotation des habitations va de 1 à 29 pour le côté impair et de 2 à 38 pour le côté pair.

## Adresses notables
- no 7 : Atout Couleur - Le Gaffi
- no 20 : École fondamentale libre Institut Sainte-Marie